# Đông Tiền Hải, Hưng Yên
Đông Tiền Hải là một xã ven biển thuộc tỉnh Hưng Yên, Việt Nam.

## Địa lý
Xã Đông Tiền Hải nằm ở phía đông nam của tỉnh Hưng Yên, có vị trí địa lý:
- Phía đông giáp biển Đông.
- Phía tây giáp xã Tiền Hải.
- Phía đông nam giáp xã Đồng Châu.
- Phía bắc giáp xã Đông Thái Ninh và xã Nam Thái Ninh.

## Lịch sử
Ngày 16 tháng 6 năm 2025, Ủy ban Thường vụ Quốc hội ban hành Nghị quyết số 1666/NQ-UBTVQH15 về việc sắp xếp các đơn vị hành chính cấp xã của tỉnh Hưng Yên năm 2025. Theo đó, sắp xếp toàn bộ diện tích tự nhiên, quy mô dân số của các xã Đông Xuyên, Đông Quang, Đông Long và Đông Trà thành xã mới có tên gọi là xã Đông Tiền Hải.